# Henri Bernadotte
Henri Bernadotte (Pau, 14 de octubre de 1711–Ibídem, 31 de marzo de 1780) fue un abogado francés. Es conocido por ser el padre de Carlos XIV Juan de Suecia y predecesor de la actual familia real sueca.